# Blossia obscura
Espèce
Blossia obscura est une espèce de solifuges de la famille des Daesiidae.

## Distribution
Cette espèce est endémique du Botswana.

## Description
La femelle holotype mesure 6 mm.

## Publication originale
- Kraepelin, 1908 : Skorpione und Solifugen. Zoologische und anthropologische Ergebnisse e Forschungsreise in Sudafrika. Denkschriften der Medicinisch-naturwissenschaftlichen Gesellschaft zu Jena, vol. 13, p. 247-282 (texte intégral).